# Willi Stoph
Willi Stoph (Schöneberg, 9 luglio 1914 – Berlino, 13 aprile 1999) è stato un politico e generale tedesco.
Membro del Partito Socialista Unificato di Germania (SED), è stato il secondo Presidente del Consiglio di Stato della Repubblica Democratica Tedesca dal 3 ottobre 1973 al 29 ottobre 1976, e Presidente del Consiglio dei ministri della Repubblica Democratica Tedesca per due volte, dal 24 settembre 1964 al 3 ottobre 1973 e dal 29 ottobre 1976 al 13 novembre 1989.

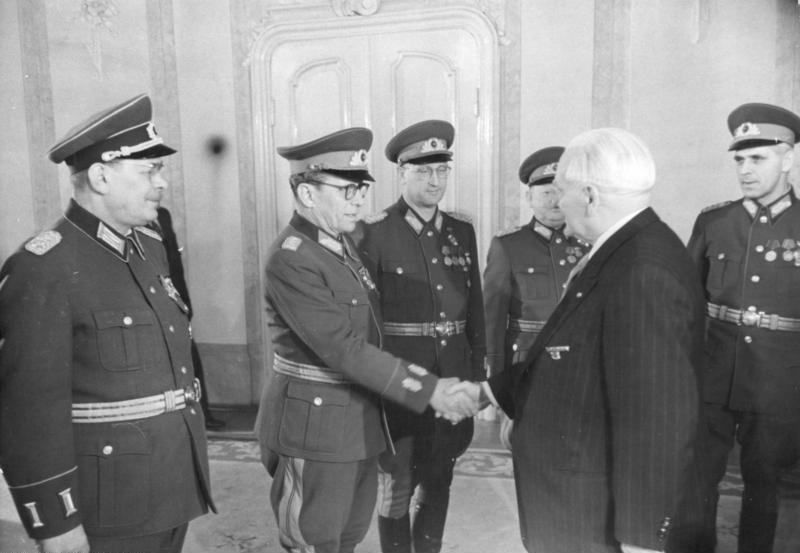
Stoph (a destra) in uniforme da colonnello generale della NVA nel 1957

## Biografia
Nato a Berlino nel 1914, Stoph rimase subito orfano, in quanto suo padre morì l'anno seguente nella prima guerra mondiale. Nel 1928, il giovane Stoph aderì alla Lega della Gioventù Comunista della Germania (Kommunistischer Jugendverband Deutschlands; KJVD) e, nel 1931, si iscrisse al Partito Comunista di Germania. Ha servito la Wehrmacht dal 1935 al 1937, e di nuovo durante la seconda guerra mondiale 1940-1945. È stato insignito della Croce di Ferro di 2ª classe e raggiunse il grado di Unteroffizier.
Dal 1939 al 1940 lavorò come ingegnere edile per degli architetti a Berlino. Nel 1940 Stoph partì per il servizio militare nella seconda guerra mondiale. Nel 1942 venne ferito nella campagna di Russia e ricevette la Croce di Ferro. Nel 1943 ha operato illegalmente ed ebbe collegamenti politici per i gruppi di resistenza intorno ad Anton Saefkow. Nell'aprile 1945 venne fatto prigioniero di guerra in Unione Sovietica ed ottenne il grado di caporale.

### Carriera politica nella RDT

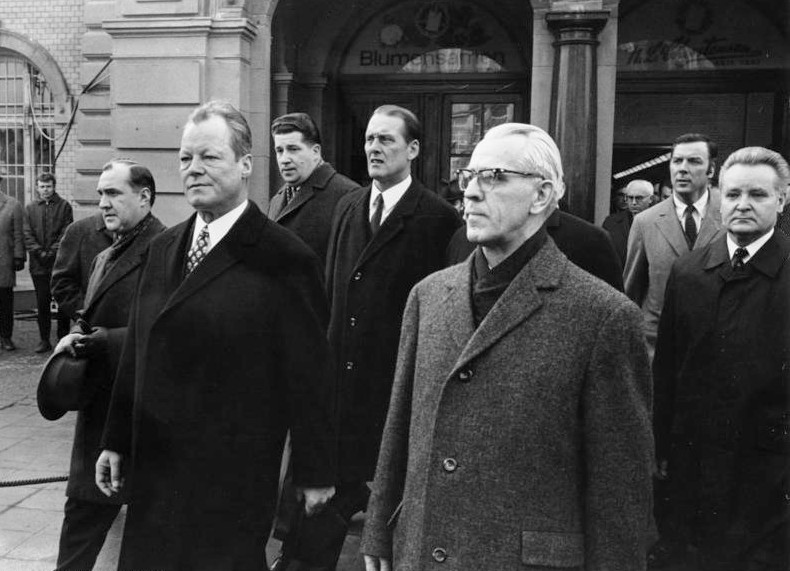
Incontro tra il Cancelliere federale della Germania Willy Brandt e Willi Stoph nel 1970

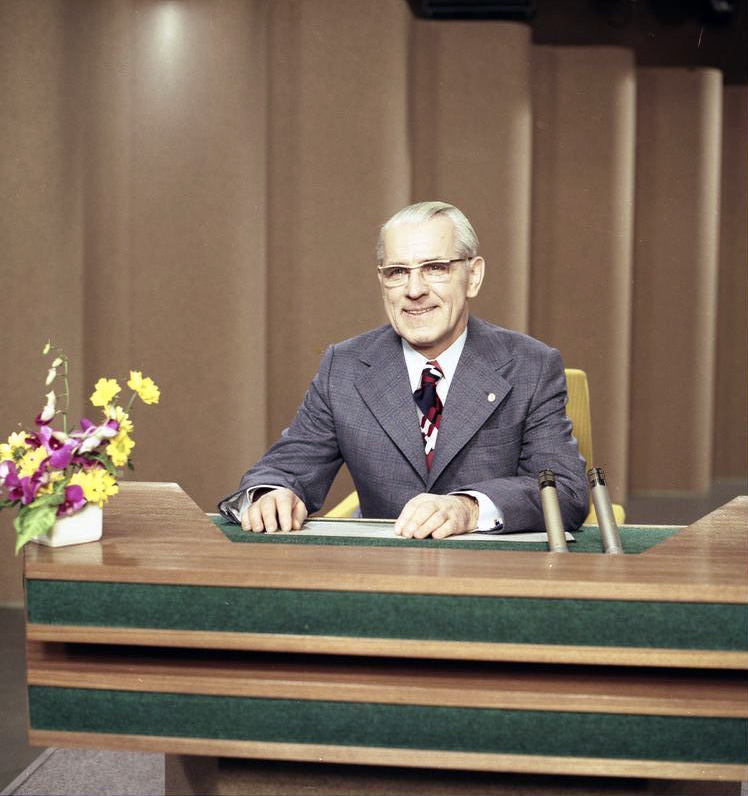
Stoph rivolge il suo messaggio di Capodanno alla TV, 1974

Willi Stoph è stato Responsabile del Consiglio del KPD, dei Materiali Edilizi e dell'Economia. Nel 1948 divenne Capo del Dipartimento di politica economica presso la direzione della SED. 
Dal 1950 al 1952 è stato Presidente del Comitato economico della Volkskammer, Capo dell'ufficio per gli affari economici al Consiglio dei ministri della Repubblica Democratica Tedesca e per l'istituzione della Ministero per la Sicurezza di Stato (MfS) e l'espansione della Kasernierte Volkspolizei (CIP). Nel 1950 Willi Stoph diventò membro del Comitato Centrale della SED (ZK) e deputato della Volkskammer. Rimase membro della SED fino alla fine del regime della RDT nell'anno 1989.
A seguito della costituzione della Repubblica Democratica Tedesca, Stoph divenne un membro del comitato centrale del Partito Socialista Unificato di Germania (SED) e membro della Volkskammer nel 1950. Ha ricoperto la carica di Ministro degli interni dal 1952 al 1955, dopo la soppressione della rivolta popolare del 17 giugno 1953 Stoph fu membro dell'Ufficio Politico del Comitato Centrale della SED. Dal 1954 al 1962 è stato Vice presidente del Consiglio dei ministri e Ministro della difesa dal 1956 al 1960. In quanto tale è stato insignito del rango di Armeegeneral e fu poi responsabile della Kasernierte Volkspolizei, della Stasi, dell'Ufficio di Tecnologia, dell'Ufficio per la ricerca nucleare e la tecnologia nucleare e del Consiglio scientifico per l'applicazione pacifica dell'energia nucleare.
Dal 1964 al 1973 è stato Presidente del Consiglio dei ministri della Repubblica Democratica Tedesca (Ministerrat), subentrando a Otto Grotewohl morto il 21 settembre 1964. A Stoph fu incaricato di portare nel 1967 una lettera al Cancelliere Kurt Georg Kiesinger. Nel 1970 si è incontrato con il cancelliere Willy Brandt ad Erfurt.
Dopo la morte di Walter Ulbricht nel 1973 Stoph divenne Presidente del Consiglio di Stato e, quindi, coordinatore del collegio dei capi di Stato della RDT. Dopo le elezioni della Volkskammer nel 1976, lo stato e la struttura leadership del partito venne rimpastata, e Stoph divenne ancora una volta Presidente del Consiglio dei ministri.
Come Primo Ministro, Stoph iniziò una serie di negoziati con il cancelliere tedesco occidentale Willy Brandt nel 1970. Questo segnò la prima riunione tra i leader della Germania Est e della Germania Ovest. I socialisti in Germania consideravano Stoph una persona di distaccata austerità, di disciplina militare e di lealtà decisione al limite. Inoltre, fu soprannominato il Prussiano Rosso.

### Die Wende nella RDT
Dopo la cacciata di Erich Honecker nell'ottobre 1989 Stoph e tutti i 44 membri del suo gabinetto si dimisero il 7 novembre, in risposta alle pressioni dell'opinione pubblica. L'8 novembre il Comitato Centrale della SED nominò Hans Modrow in sostituzione di Stoph e il 17 novembre Willi Stoph venne rimosso come membro del Consiglio di Stato e venne espulso dalla Volkskammer. Il 3 dicembre, è stato escluso dal Comitato Centrale della SED. Come tutti i membri del Politiburo della SED ha dovuto lasciare la sua residenza privata di Wandlitz. L'8 dicembre fu aperta dalla Procura Generale della Germania, un'indagine con l'accusa di abuso d'ufficio e corruzione introdotta a scapito dell'economia nazionale e dell'arricchimento personale, venendo arrestato. A novembre fu scoperto un casinò di caccia, nel bel mezzo di una riserva naturale sul Müritz. Nel febbraio 1990 però, è stato rilasciato per motivi di salute dal carcere e ha cercato asilo politico per entrare in Unione Sovietica. La leadership di PCUS, tuttavia, non rispose alla sua richiesta.

### Procedimenti giudiziari dopo Die Wende
Nel maggio 1991 Willi Stoph fu collegato con le morti al Muro di Berlino e fu arrestato. Per motivi di salute, venne eseguita una cauzione nell'agosto 1992 e dal 14 agosto 1992 venne respinta la custodia cautelare. Nel mese di novembre il Tribunale regionale di Berlino aprì il primo processo contro Stoph e altri cinque ex dirigenti della Germania Est. Nel giugno 1993 il caso contro Stoph fu definitivamente interrotto a causa di inidoneità. Nel 1994 un tribunale di Berlino decise di non restituirgli i suoi risparmi, che ammontavano a 200.000 marchi, sequestrati a causa del reato contestatogli.
Stoph è morto a Berlino il 13 aprile 1999, è sepolto a Wildau nel cimitero della foresta.

## Fonti
- Zur weiteren Entwicklung der sozialistischen Gesellschaft in der DDR. Reden und Aufsätze. Dietz-Verlag, Berlin 1974.
- Für das Erstarken unseres sozialistischen Staates. Ausgewählte Reden und Aufsätze. Dietz-Verlag, Berlin 1979.
- DDR – Staat des Sozialismus und des Friedens. Ausgewählte Reden und Aufsätze. Dietz-Verlag, Berlin 1984.
- Sozialismus und Frieden zum Wohle des Volkes. Ausgewählte Reden und Aufsätze. Dietz-Verlag, Berlin 1989.